# Styrax litseoides
Styrax litseoides es una especie de planta fanerógama perteneciente a la familia Styracaceae. Es endémica de Vietnam. Está tratada en peligro de extinción. 

## Taxonomía
Styrax litseoides fue descrita por Jules Eugène Vidal y publicado en Flore du Cambodge du Laos et du Vietnam 26: 159. 1992.
Etimología
Styrax: nombre genérico que deriva del nombre griego clásico utilizado por Teofrasto derivado de un nombre semítico para estas plantas productoras de resina de la que se recopila el estoraque.
litseoides: epíteto